# Квинт Корнелий Квадрат
Квинт Корнелий Квадрат (лат. Quintus Cornelius Quadratus) — римский государственный деятель первой половины II века.
Квадрат происходил из италийского рода, проживавшего в нумидийском городе Цирта. Его братом был известный оратор и наставник приёмных сыновей императора Антонина Пия Марк Корнелий Фронтон. Прибыл в Рим в правление императора Адриана. В 147 году Квадрат занимал должность консула-суффекта вместе с Купрессеном Галлом.